# Odwinus

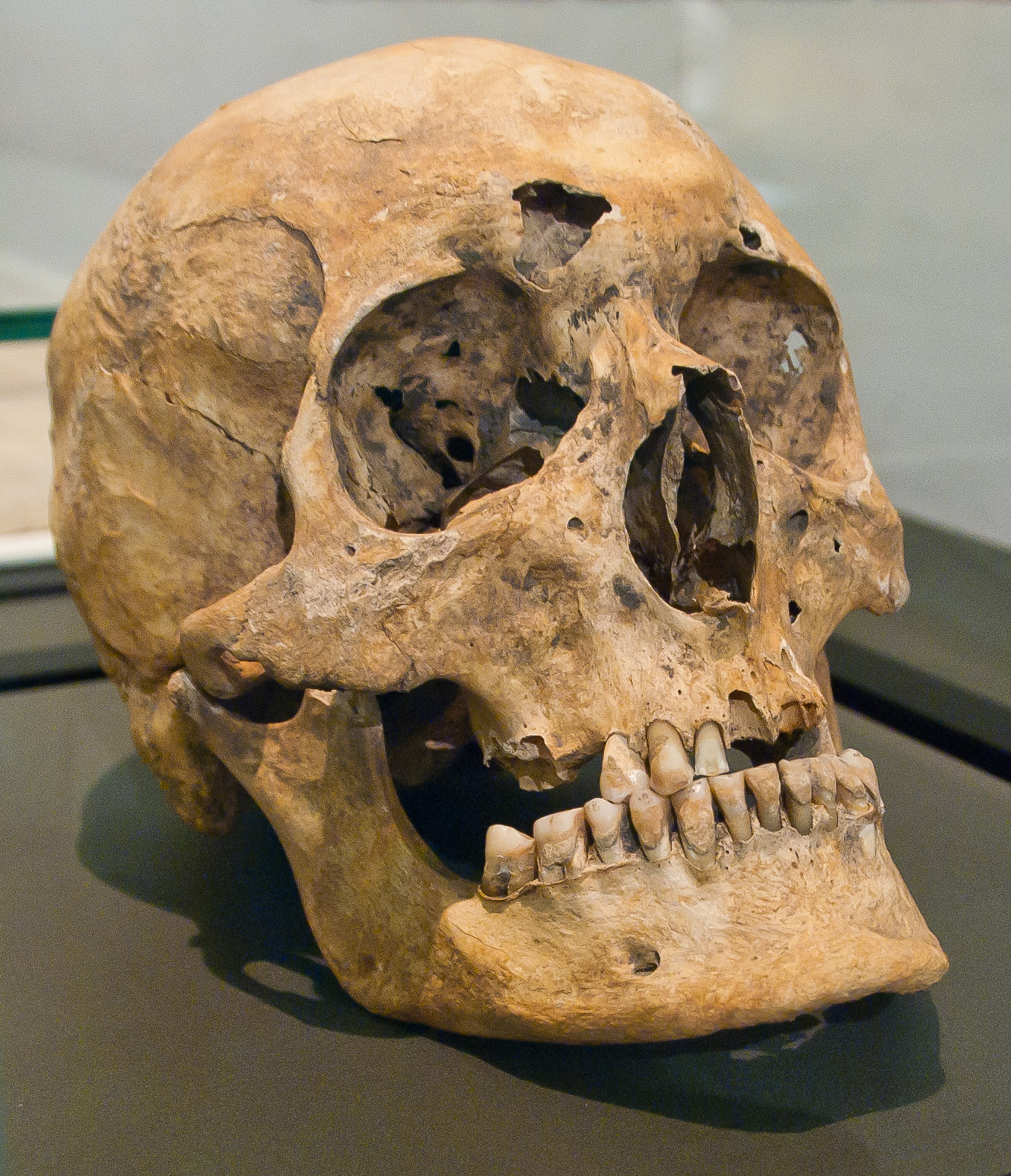
Schedel van Odwinus

Odwinus was van 981 tot 998 abt van de Sint-Baafsabdij in Gent. Onder zijn bewind startte de bouw van de Romaanse abdijkerk, waarvan een muur nog rechtstaat, bekend als de oudste muur van Gent. Na Odwinus werd er verder aan gebouwd zodat ze in het begin van de 11e eeuw grotendeels was afgewerkt.

## Werken
Van Odwinus is een brief bewaard aan Adalwinus, de abt van de Sint-Pietersabdij.